# ISO 3166-2:LK
ISO 3166-2:LK è uno standard ISO che definisce i codici geografici delle suddivisioni dello Sri Lanka; è un sottogruppo dello standard ISO 3166-2.
I codici coprono le 9 province e i 25 distretti; sono formati da LK- (sigla ISO 3166-1 alpha-2 dello Stato), seguito da una cifra per le province e due cifre per i distretti, la prima delle quali è quella che indica la provincia all'interno della quale si trova il distretto interessato.

## Codici

### Province
| Codice | Provincia             | Nome originale      | Nome originale         |
| Codice | Provincia             | Singalese           | Tamil                  |
| ------ | --------------------- | ------------------- | ---------------------- |
| LK-1   | Occidentale           | Basnāhira paḷāta    | Mel mākāṇam            |
| LK-3   | Meridionale           | Dakuṇu paḷāta       | Tĕṉ mākāṇam            |
| LK-2   | Centrale              | Madhyama paḷāta     | Mattiya mākāṇam        |
| LK-5   | Orientale             | Næ̆gĕnahira paḷāta   | Kil̮akku mākāṇam        |
| LK-9   | Sabaragamuwa          | Sabaragamuva paḷāta | Chappirakamuva mākāṇam |
| LK-7   | Centro-Settentrionale | Uturumæ̆da paḷāta    | Vaṭamattiya mākāṇam    |
| LK-4   | Settentrionale        | Uturu paḷāta        | Vaṭakku mākāṇam        |
| LK-8   | Uva                   | Ūva paḷāta          | Ūvā mākāṇam            |
| LK-6   | Nord-Occidentale      | Vayamba paḷāta      | Vaṭamel mākāṇam        |

### Distretti
| Codice | Distretto    | Nome originale | Nome originale | Provincia             |
| Codice | Distretto    | Singalese      | Tamil          | Provincia             |
| ------ | ------------ | -------------- | -------------- | --------------------- |
| LK-52  | Ampara       | Ampāra         | Ampāṟai        | Orientale             |
| LK-71  | Anuradhapura | Anurādhapura   | Anurātapuram   | Centro-Settentrionale |
| LK-81  | Badulla      | Badulla        | Patuḷai        | Uva                   |
| LK-51  | Batticaloa   | Maḍakalapuva   | Maṭṭakkaḷappu  | Orientale             |
| LK-11  | Colombo      | Kŏḷamba        | Kŏl̮umpu        | Occidentale           |
| LK-31  | Galle        | Gālla          | Kāli           | Meridionale           |
| LK-12  | Gampaha      | Gampaha        | Kampahā        | Occidentale           |
| LK-33  | Hambantota   | Hambantŏṭa     | Ampāntōṭṭai    | Meridionale           |
| LK-41  | Jaffna       | Yāpanaya       | Yāl̮ppāṇam      | Settentrionale        |
| LK-13  | Kalutara     | Kaḷutara       | Kaḷuttuṟai     | Occidentale           |
| LK-21  | Kandy        | Mahanuvara     | Kaṇṭi          | Centrale              |
| LK-92  | Kegalle      | Kægalla        | Kekālai        | Sabaragamuwa          |
| LK-42  | Kilinochchi  | Kilinŏchchi    | Kiḷinochchi    | Settentrionale        |
| LK-61  | Kurunegala   | Kuruṇægala     | Kurunākal      | Nord-Occidentale      |
| LK-43  | Mannar       | Mannārama      | Maṉṉār         | Settentrionale        |
| LK-22  | Matale       | Mātale         | Māttaḷai       | Centrale              |
| LK-32  | Matara       | Mātara         | Māttaṛai       | Meridionale           |
| LK-82  | Moneragala   | Mŏṇarāgala     | Mŏṉarākalai    | Uva                   |
| LK-45  | Mullaitivu   | Mulativ        | Mullaittīvu    | Settentrionale        |
| LK-23  | Nuwara Eliya | Nuvara Ĕliya   | Nuvarĕliyā     | Centrale              |
| LK-72  | Polonnaruwa  | Pŏḷŏnnaruva    | Pŏlaṉṉaṛuvai   | Centro-Settentrionale |
| LK-62  | Puttalam     | Puttalama      | Puttaḷam       | Nord-Occidentale      |
| LK-91  | Ratnapura    | Ratnapura      | Irattiṉapuri   | Sabaragamuwa          |
| LK-53  | Trincomalee  | Trikuṇāmalaya  | Tirukŏṇamalai  | Orientale             |
| LK-44  | Vavuniya     | Vavuniyāva     | Vavuṉiyā       | Settentrionale        |